# Amatori Sporting Lodi 2010-2011
Questa voce raccoglie le informazioni riguardanti l'Amatori Sporting Lodi nelle competizioni ufficiali della stagione 2010-2011.

## Maglie e sponsor
Lo sponsor ufficiale per la stagione 2010-2011 fu Banca Popolare di Lodi.
| 1ª divisa | 2ª divisa |

## Organigramma societario
- Presidente: Fulvio D'Attanasio
- Vicepresidente e direttore generale: Raoul Frugoni
- Vicepresidente: Vittorio Codeluppi
- Direttore tecnico: Vittorio Gasparini
- Direttore sportivo: Gabriele Rachelini

## Organico

### Giocatori
| N° | Naz.                 | Ruolo | Sportivo               |  |  |  |
| -- | -------------------- | ----- | ---------------------- |  |  |  |
| 1  | Italia (bandiera)    | P     | Marco Brioschi         |  |  |  |
| 3  | Italia (bandiera)    | E     | Pierluigi Bresciani    |  |  |  |
| 5  | Argentina (bandiera) | E     | Ariel Romero           |  |  |  |
| 6  | Italia (bandiera)    | E     | Marco Motaran          |  |  |  |
| 7  | Argentina (bandiera) | E     | Fernando Montigel      |  |  |  |
| 8  | Argentina (bandiera) | E     | Matías Platero         |  |  |  |
| 9  | Italia (bandiera)    | E     | Sergio Festa           |  |  |  |
| 11 | Italia (bandiera)    | E     | Matteo Morosini        |  |  |  |
| 12 | Italia (bandiera)    | E     | Leonardo Sanpellegrini |  |  |  |
| 13 | Italia (bandiera)    | E     | Andrea Cappellini      |  |  |  |
| 20 | Italia (bandiera)    | P     | Daniele Bassi          |  |  |  |
| 23 | Italia (bandiera)    | E     | Luca Frugoni           |  |  |  |
| 30 | Italia (bandiera)    | P     | Alberto Losi           |  |  |  |

### Staff tecnico
- Allenatore:  Aldo Belli
- Allenatore in seconda:  Carlo Rossetti